# Bosques Templados Lluviosos de los Andes Australes

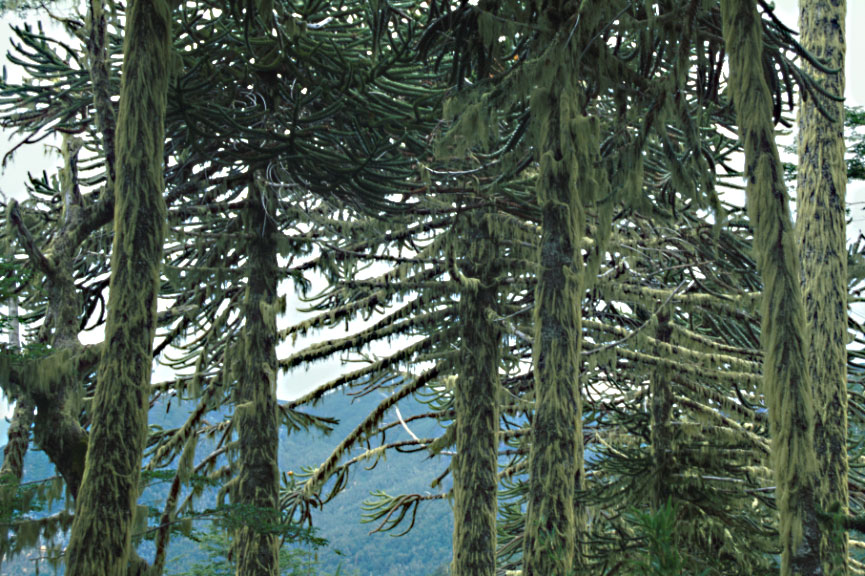
Araucarias en el Parque Nacional Villarrica (Región de Los Ríos).

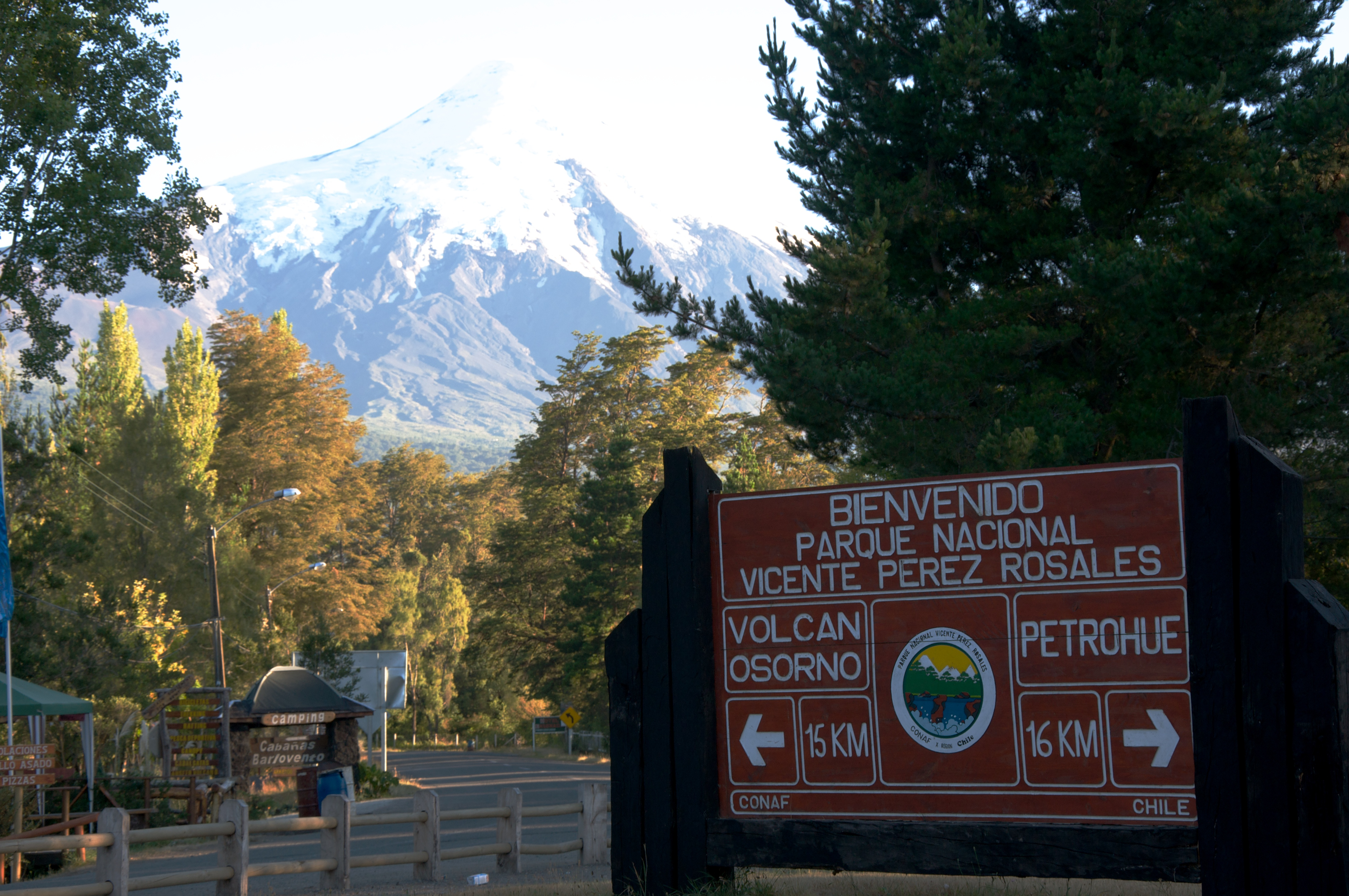
Ingreso al Parque Nacional Vicente Pérez Rosales (Región de Los Lagos).

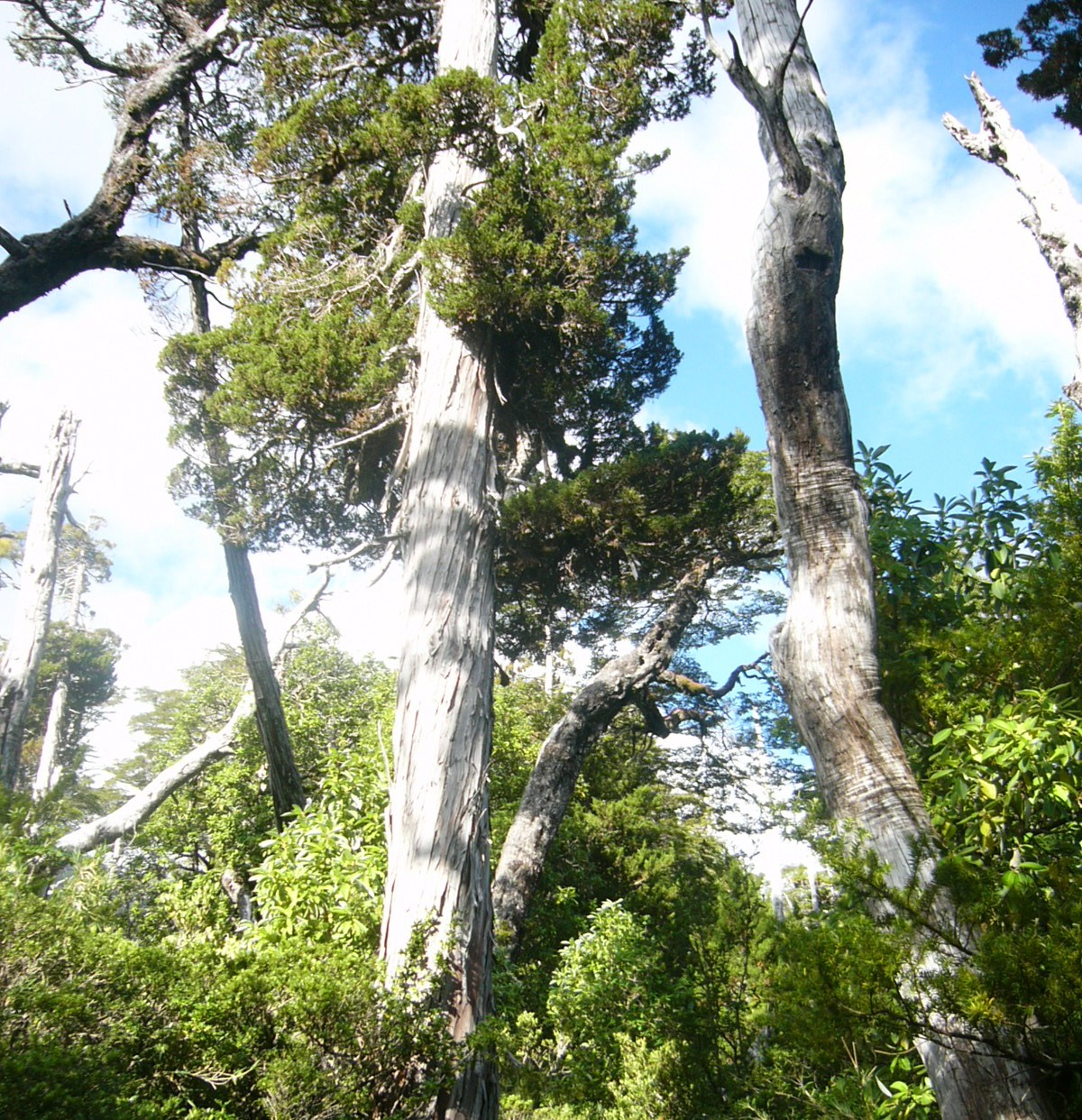
Alerce gigante en los faldeos del volcán Calbuco, en la Reserva Nacional Llanquihue (Región de Los Lagos).

La Reserva de la Biósfera Bosques Templados Lluviosos de los Andes Australes es un área natural protegida ubicada en las regiones de Los Lagos y de Los Ríos (Chile).
Fue declarada Reserva de la Biósfera por la UNESCO en septiembre de 2007; reconocida en 1998 por el Fondo Mundial para la Naturaleza (World Wildlife Fund) como un punto clave en la conservación internacional, y sus bosques, catalogados como unos de los remanentes boscosos más grandes y ecológicamente intactos de la Tierra por el Instituto Mundial de Recursos (World Resources Institute – WRI).
Incluye los Parques Nacionales Vicente Pérez Rosales, Puyehue, Villarrica, Alerce Andino y Hornopirén; y las Reservas Nacionales Mocho Choshuenco, Llanquihue y Futaleufú.

## Características
Tiene una superficie de 2 168 956 ha. Comprende la zona cordillerana y precordillerana de los Andes donde se encuentran los bosques templados de la ecorregión del bosque valdiviano, con ecosistemas de alta montaña e importantes recursos hídricos, desde el límite sur de la Región de la Araucanía hasta el río Futaleufú en el sur de la Región de Los Lagos. 
Las principales actividades de la zona son el ecoturismo, turismo rural, agricultura, ganadería, pesca, silvicultura y acuicultura.
Cercana a la frontera con Argentina, ambos países firmaron un convenio en 2006 para la creación de una Reserva Binacional, uniendo la reserva chilena con la Reserva de Biosfera Andino Norpatagónica argentina, constituyendo un área protegida transfronteriza de 4,5 millones de ha.

## Objetivos
Proteger recursos genéticos, especies, ecosistemas y paisajes naturales, así como promover el desarrollo económico y humano sostenible.

## Biogeografía
Esta zona contiene cuatro subregiones biogeográficas: bosques de araucaria andina; bosque mixto de Nothofagus, bosques de alerce andino y bosques costeros de Aysén.
Varias especies de coníferas están catalogadas por la CITES (Convención sobre el Comercio Internacional de Especies Amenazadas de Fauna y Flora Silvestres): el ciprés de las Guaitecas,  la fitzroya, y la  araucaria o pehuén,  entre otras. Las dos últimas han sido declaradas monumentos naturales en Chile.
Especies forestales
Además de las especies nombradas, en la reserva se encuentra: alerce, ciprés de la cordillera, coihue de Magallanes, lenga, y bosques del tipo forestal coihue - raulí - tepa que en algunas zonas se han transformado, debido a la alteración del hábitat, en renovales del tipo roble - raulí - coihue.

## Administración
La administración está a cargo de un Comité de Gestión Birregional, conformado por: el Gobierno Regional de Los Ríos, el Gobierno Regional de Los Lagos, Consejo Regional de Los Ríos, Consejo Regional de Los Lagos, Universidad Austral de Chile, Universidad San Sebastián, la Secretaría Regional Ministerial de Agricultura de ambas regiones, la Corporación Nacional Forestal (CONAF), la Corporación Nacional de Desarrollo Indígena, la Comisión Nacional del Medio Ambiente, Sociedad Civil, empresas y el Servicio Nacional de Turismo de ambas regiones.